# Nick Hornsby
Nicholas Julian Hornsby, detto Nick (Irvine, 21 giugno 1995), è un cestista statunitense.